# Велілья-де-лос-Ахос
Велілья-де-лос-Ахос (ісп. Velilla de los Ajos) — муніципалітет в Іспанії, у складі автономної спільноти Кастилія-і-Леон, у провінції Сорія. Населення — 34 особи (2010).
Муніципалітет розташований на відстані близько 170 км на північний схід від Мадрида, 34 км на південний схід від Сорії.

## Демографія
Динаміка населення (INE ):